# Keiji Yoshimura
Pour les articles homonymes, voir Yoshimura.
Keiji Yoshimura (吉村 圭司, Yoshimura Keiji) est un footballeur japonais né le 8 août 1979. Il évolue au poste de milieu de terrain.

## Palmarès
- Champion du Japon en 2010 avec le Nagoya Grampus
- Vainqueur de la Supercoupe du Japon en 2011 avec le Nagoya Grampus
- Finaliste de la Coupe du Japon en 2009 avec le Nagoya Grampus